# Koeland
Het Koeland is een voormalig waterschap in de provincie Groningen.
Het gebied kwam in 1904 onder bemaling. Als gevolg daarvan werd in 1907 werd het waterschap Hof- en Wegsloot verkleind. Daarmee werd het Koeland officieus een zelfstandig schap. Het is namelijk onduidelijk of er ooit een reglement voor het waterschap is vastgesteld – C.C. Geertsema heeft het er niet over in zijn standaardwerk De zeeweringen (...). Omdat er ook nooit een opheffingsbesluit is genomen, lijkt het erop dat dit zo was. Het wordt dan ook niet genoemd als rechtsvoorganger van Duurswold, of enig ander schap.
Het schap lag ten westen van Froombosch. Het lag in de hoek tussen de Slochter Ae (ten zuiden daarvan) en de Hofsloot (ten oosten). De molen sloeg uit op de Slochter Ae. De polder had twee ingelanden die gezamenlijk optraden. 
Waterstaatkundig gezien ligt het gebied sinds 2000 binnen dat van het waterschap Hunze en Aa's.